# 哈通克納馬里山
13°56′45″S 70°48′20″W / 13.94583°S 70.80556°W

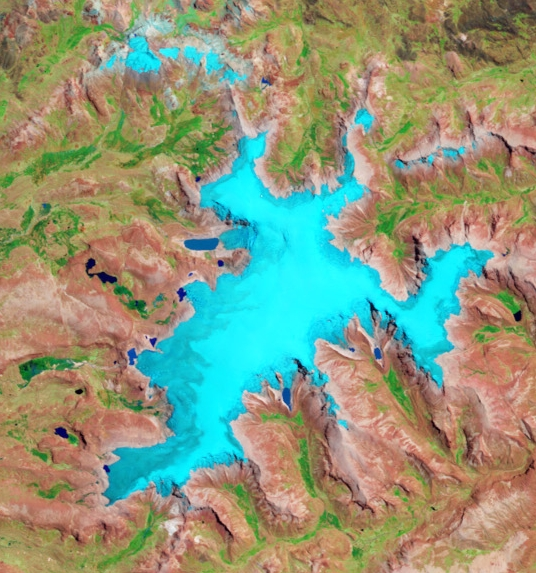

哈通克納馬里山（Jatun Quenamari），是秘魯的山峰，位於該國東南部普諾大區，由卡拉瓦亞省的科拉尼區負責管轄，屬於韋爾卡努塔山脈的一部分，海拔高度約5,400米。